# 空港法
《空港法》（日语：／）是規定空港（機場）設置及管理基本事項的日本法律。2008年6月18日前為《空港整備法》。
此法則能有效地管理機場，配合對環境的考慮、當地的旅遊及經濟活動等將機場分類，從而增加日本機場服務效率。

## 空港的種類

### 空港法（現行）
1. 成田、東京、中部、關西的各個國際機場（舊第一種空港）
2. 國內主要機場（舊第二種空港和大阪國際機場）
3. 地方管理機場（舊第三種空港）